# علي مفتاح توبلي
علي مفتاح توبلي لاعب كرة قدم بحريني يجيد اللعب في مركز المهاجم. يلعب حاليا لصالح المحرق الذي ينافس في الدوري البحريني الممتاز.